# Metapogonia pusilla
Metapogonia pusilla är en skalbaggsart som beskrevs av François Louis Nompar de Caumont de Laporte 1840. Metapogonia pusilla ingår i släktet Metapogonia och familjen Melolonthidae. Inga underarter finns listade i Catalogue of Life.